# Varga Edit (műsorvezető)
Varga Edit (Salgótarján, 1975. december 11. –) magyar televíziós szerkesztő, műsorvezető, korábban rádiós szerkesztő-műsorvezető. Több MTVA-s műsor, többek között a Virtuózok című komolyzenei tehetségkutató háziasszonya.

## Élete
Két lánytestvére van, egy nővére és egy húga. Gyermekkorát szülővárosában töltötte. Hat évig zongorázott édesanyja hatására, aki szerint a zenei tudás az alapműveltség része. Néptáncegyüttesben is fellépett.
Gimnáziumi tanulmányait a szentesi Horváth Mihály Gimnáziumban és a budapesti Vörösmarty Mihály Gimnáziumban végezte, mindkét iskolában irodalom-dráma tagozaton. 1995-től a székesfehérvári Kodolányi János Egyetem kommunikáció szakára járt, majd 1999 és 2001 között a JATE BTK kommunikáció szakát is elvégezte.
Rövid ideig a Naplónál volt gyakornok, 2000–2001-ben a Budapest Radiónál, majd 2001–2002-ben a Radio Deejay-nél hírszerkesztő, 2001-től 2004-ig pedig a GTS Datanet Kft. pr-menedzsere, sajtóreferense volt.
2002-ben jelentkezett és több száz jelölt közül harmadmagával felvették bemondónak, így televíziós pályafutása 2003 januárjában indult a Magyar Televízióban. Volt a Jelentés című magazinműsorban, majd egy európai uniós, játékos műsorban is. 2004 júniusától pedig, amikor D. Tóth Kriszta brüsszeli tudósító lett, az ő helyére került az esti Híradóba, ahol kiválasztották Pálffy István mellé műsorvezetőnek. Később a Mindentudás Egyeteme és az A Nagy Könyv háziasszonya is volt. 2006-ban átigazolt a Duna Televízióhoz, ahol a Híradó mellett több műsorban dolgozott. Belénessy Csaba hívására 2011 tavasza óta ismét az m1 képernyőjén látható, a Híradó, majd 2014-től a Virtuózok és a Játék határok nélkül műsorvezetőjeként.
2015-ben írója és szerkesztője volt a Virtuózok című interjúkötetnek, ami CD-melléklettel a Budapesti Nemzetközi Könyvfesztiválra jelent meg.
Első férjétől ikrei születtek, Levente és Gellért (2009). Második férje Kóka János, volt gazdasági és közlekedési miniszter. Közös gyermekük: Dániel (2016).

## Általa vezetett műsorok
- Esti Híradó
- Mindentudás Egyeteme
- A Nagy Könyv
- Híradó (Duna Televízió)
- Balatoni nyár (Kautzky Armand műsorvezetőtársaként)
- Virtuózok
- Játék határok nélkül